# Беатрис Артур
Беатрис Артур (англ. Beatrice "Bea" Arthur), при народженні Берніс Франкель (13 травня 1922, Нью-Йорк — 25 квітня 2009, Лос-Анджелес) — американська акторка, співачка, комікеса, активістка ЛГБТ-руху та прав тварин. Найвідоміша роль: Дороті Зборнак в телесеріалі «Золоті дівчатка».

## Біографія
Берніс Франкель народилася в Нью-Йорку 13 травня 1922 року в сім'ї Ребеки і Філіпа Франкеля. Незабаром після її народження сім'я переїхала до Меріленду, де її батьки стали розпорядниками в магазині жіночого одягу. Свою освіту вона здобула в коледжі Блекстоун в штаті Вірджинія, де була задіяна в драматичному гуртку.
Акторську кар'єру почала в кінці 1940-х, ставши членкинею бродвейської театральної трупи і почавши виступати в нью-йоркському театрі Черрі-Лейн. Найзнаменитішими її театральними ролями стали Люсі Браун в «Тригрошовій опері» (1954), сваха в «Скрипалі на даху» (1966) і Віра Чарльз в мюзиклі «Мейм», 1966, за яку вона була удостоєна премії «Тоні». У 1974 році Беатрис Артур виконала цю ж роль в однойменній екранізації мюзиклу, де головну роль зіграла Люсіль Болл.
На початку 1970-х почала кар'єру на телебаченні, однією з перших значних її ролей стала Мод Фіндлей в телесеріалі «Мод», показ якого продовжувався з 1972 по 1978 рік. За цю роль Беатрис Артур кілька разів номінувалася на «Еммі», а в 1977 році стала її володаркою.
У 1985 році Беатрис Артур була запрошена на роль Дороті Зборнак, розлученої немолодої вчительки, що живе в Маямі в одній квартирі з матір'ю Софією Петрілло (Естель Гетті) і подругами Бланш Деверо (Рю Маккленаген) і Розою Найлуд (Бетті Вайт). Ця роль принесла Артур кілька номінацій на «Еммі» і одну премію в 1988 році. Вона грала Дороті до закриття серіалу в 1992 році.
Після цього Артур з'явилася як гість в кількох телесеріалах, а також організувала власне театральне шоу, з яким якийсь час гастролювала в США.
У 2002 році вона повернулася на Бродвей в головній ролі у власній постановці «Бі Артур на Бродвеї: Тільки між друзями», що складається з розповідей і музичних номерів, що оповідають про її життя і кар'єру.
Останніми роками артистка брала участь в акціях організації PETA, що виступає за етичне поводження людей з тваринами.
Бі Артур двічі була одружена. Першим її чоловіком був сценарист і телевізійний продюсер Роберт Алан Ауртур, а другим — режисер Джин Сакс (1950 — 1978), разом з яким усиновила двох дітей. Має двох онучок.

## Вибрана фільмографія
- Коханці і інші незнайомці (1970) — Бі Вехио
- «Мейм», 1966 (1974) — Вера Чарльз
- Всесвітня історія, частина перша (1981) — Клерк в офісі (у титрах не вказана)
- Наречена в кредит (1995) — Беверлі Мейкшифт
- Вороги сміху (2000) — Мати Пола

## Телебачення
- Усі в родині (1971—1979) — Едіт Мод
- Мод (1972 — 1978) — Мод Фіндлей
- Золоті дівчатка (1985 — 1992) — Дороті Зборнак

## Нагороди
- Тоні 1966 — «Найкраща акторка другого плану в мюзиклі» («Мейм»)
- Еммі 1977 — «Найкраща акторка в комедійному серіалі» («Мод»)
- Еммі 1988 — «Найкраща акторка в комедійному серіалі» («Золоті дівчатка»)